# فلسفة التعالي

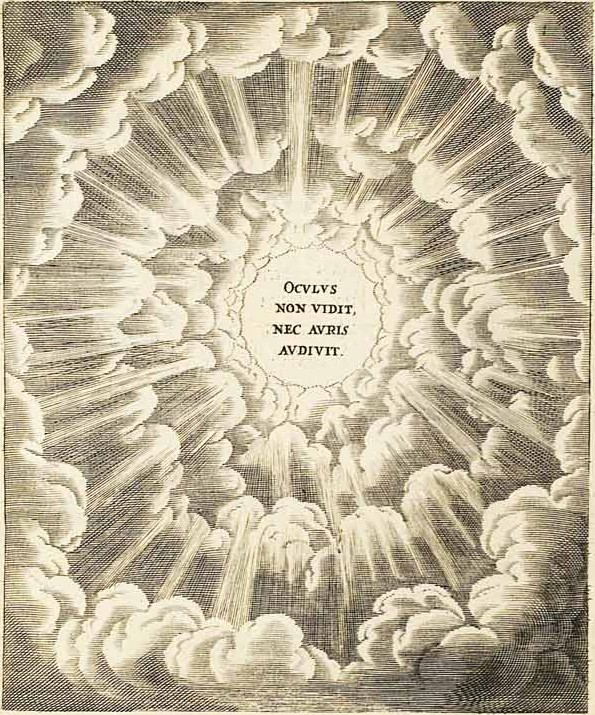

في الفلسفة، ينقل التعالي أن المفهوم الأرضي الأساسي من المعنى الحرفي للكلمة (من اللاتينية)، للتسلق أو الذهاب إلى ما هو أبعد، وإن كان مع دلالات متفاوتة في مراحلها التاريخية والثقافية المختلفة. وهو يشمل الفلسفات والنظم والمناهج التي تصف الهياكل الأساسية للكنية، ليس كنظرية الوجود (نظرية الوجود)، ولكن كإطار للظهور والتحقق من المعرفة. «التجاوزي» هي كلمة مشتقة من الصفات الدراسية، التي تحدد الصفات المطلقة من الكائنات.

## تعريف ديني
في الدين، يشير التعالي إلى جانب طبيعة الله وقوته التي هي مستقلة تماما عن الكون المادي، وراء كل القوانين المادية. وهذا يتناقض مع اللياقة، حيث يقال إن الله موجود بالكامل في العالم المادي وبالتالي في متناول المخلوقات بطرق مختلفة. في التجربة الدينية التعالي هو حالة من الوجود الذي تغلب على قيود الوجود المادي، وبعض التعاريف أصبحت أيضا مستقلة عنه. ويتجلى ذلك عادة في الصلاة، والانسة، والتأمل، والمخدرات والخوارق «الرؤى».
وهو مؤكد في مفهوم التقاليد الدينية المختلفة للالهي، الذي يتناقض مع مفهوم الله (أو المطلق) الموجود حصراً في النظام المادي (الاتسامية)، أو لا يمكن التمييز عنه (الالحادية). يمكن أن يعزى التعالي إلى الإلهي ليس فقط في وجودها، ولكن أيضا في معرفته. وهكذا، قد يتجاوز الله كل من الكون والمعرفة (هو خارج قبضة العقل البشري).
وعلى الرغم من أن التعالي يُعرَّف بأنه نقيض الاتسام، إلا أن الاثنين لا يستبعد كل منهما الآخر بالضرورة. يؤكد بعض اللاهوتيين والميتافيين من مختلف التقاليد الدينية أن الله داخل الكون وخارجه (البانيثيه)؛ في ذلك، ولكن ليس من ذلك، ولكن في وقت واحد في التغلغل وتجاوزه.

## فلسفة حديثة
مزيد من المعلومات: المثالية التجاوزية والحجج التجاوزية
في الفلسفة الحديثة، قدم إيمانويل كانت مصطلحاً جديداً، متعالياً، وبالتالي تأسيس معنى ثالث جديد. في نظريته للمعرفة، يهتم هذا المفهوم بشرط إمكانية المعرفة نفسها. كما عارض مصطلح متعالي إلى مصطلح متعالي، وهذا يعني هذا الأخير «الذي يتجاوز» (يتجاوز) أي معرفة ممكنة من إنسان. بالنسبة له متعالية يعني المعرفة عن أعضاء هيئة التدريس المعرفية فيما يتعلق كيف الكائنات هي ممكنة مسبقا. «أدعو جميع المعرفة التجاوزية إذا كانت مشغولة، وليس مع الأشياء، ولكن مع الطريقة التي يمكن أن نعرف ربما الكائنات حتى قبل أن نختبر لهم.» ولذلك، الميتافيزيقيا، كنظرية أساسية وعالمية، تبين أن يكون المعرفي. وبالتالي، لا تعتبر الفلسفة التجاوزية شكلاً من أشكال الميتافيزيقيا التقليدية.
كانط أيضا مساواة التجاوزي مع أن الذي هو «... فيما يتعلق بالكلية من هذا الموضوع من الإدراك.» شيء متسامي إذا كان يلعب دورا في الطريقة التي العقل «يشكل» الكائنات ويجعل من الممكن بالنسبة لنا لتجربة لهم كأشياء في المقام الأول. المعارف العادية هي معرفة الأشياء؛ المعرفة التجاوزية هي معرفة كيف يمكن لنا أن تواجه تلك الكائنات ككائنات. ويستند ذلك إلى قبول كانط لحجة ديفيد هيوم بأن بعض السمات العامة للأشياء (مثل المثابرة والعلاقات السببية) لا يمكن اشتقاقها من الانطباعات الإحساسية التي لدينا عنها. يجادل كانط بأن العقل يجب أن يساهم بهذه الميزات ويجعل من الممكن بالنسبة لنا تجربة الأشياء ككائنات. في الجزء المركزي من نقده للسبب الصرف، «الحسم التجاوزي للفئات»، كانط يجادل لترابط عميق بين القدرة على وعي الذات والقدرة على تجربة عالم من الأشياء. من خلال عملية التوليف، يولد العقل بنية الأشياء ووحدتها.
سؤال مُعَدّيّ مُناقش من قبل العديد من الباحثين الكانية هو ما هو الانعكاس المتعالي وكيف أن الانعكاس المتعالي هو في حد ذاته ممكن. يظهر فالنتين بالانوفسكي أن هذا هو أداة خاصة متأصلة في وعينا، شيء من قبل ما يمكن للأفراد تمييز أنفسهم من أي أشياء أخرى من الواقع. ويفسر ستيفن بالمكويست نداء كانط إلى الإيمان على أنه الحل الأكثر فعالية له لهذه المشكلة.
بالنسبة لكانط، فإن «المتعالي»، بدلاً من «التجاوزي»، هو الذي يكمن وراء ما يمكن أن يعرفه كليتنا في المعرفة بشكل شرعي. كانت حجة هيغل المضادة لو كانط هي أن معرفة الحدود يعني أيضاً أن تكون على بينة مما يحدّدها، وعلى هذا النحو ما يكمن خارجها ـ وبعبارة أخرى، أن تكون قد تجاوزتها بالفعل.

## فلسفة معاصرة
في علم الظواهر، فإن "المتعالي"" هو الذي يتجاوز وعينا: ذلك الذي هو موضوعي وليس فقط ظاهرة من ظاهرة الوعي. يستخدم Noema في علم الظواهر للإشارة إلى نهاية النية كما هو معطى للوعي.
كما يتحدث جان بول سارتر عن التعالي في أعماله. في الوجود والعدم، يستخدم سارتر التسامي لوصف علاقة الذات بالعالم الموجه، وكذلك علاقاتنا الملموسة مع الآخرين. بالنسبة لسارتر، يسمى في بعض الأحيان التسامي. بالإضافة إلى ذلك إذا كان ينظر إلى الآخر بدقة ككائن، مثل أي كائن آخر، ثم الآخر هو، بالنسبة لل-نفسه، تجاوز التعالي. عندما يمسك الشخص نفسه بالآخر في العالم الآخر، ويمسك بالذعية التي يمتلكها الآخر، يشار إليه على أنه تجاوز. وهكذا، يحدد سارتر العلاقات مع الآخرين من حيث التعالي.
وقد تم تطوير الفلسفة المعاصرة المتعالية من قبل الفيلسوف الألماني هارالد هولز مع نهج شامل. لقد حرر هولز الفلسفة المتعالية من التقارب بين ال كانتانيين الجدد، وناقش بشكل نقدي البراغماتية المتعالية وعلاقة الفلسفة المتعالية، والتجريبية الجديدة وما يسمى بما بعد الحداثة.

## استخدام عامي
في اللغة اليومية، «التعالي» يعني «تجاوز» و «التعالي الذاتي» يعني تجاوز شكل أو حالة سابقة من النفس. ويعتقد أن التجربة الصوفية هي حالة متقدمة بشكل خاص من التعالي على الذات، حيث يتم التخلي عن الشعور بالذات المنفصلة. «الذات التعالي» ويعتقد أن تكون قابلة للقياس نفسيا، و (على الأقل جزئيًا) موروثة، وقد أدرجت كبعد الشخصية في المزاج وجرد الشخصية. تم وصف اكتشاف هذا في كتاب «الجين الله» من قبل دين هامر، على الرغم من أن هذا قد انتقد من قبل المعلقين مثل كارل زيمر.